# Gundaroo
Gundaroo är en ort i Australien. Den ligger i kommunen Yass Valley och delstaten New South Wales, i den sydöstra delen av landet, omkring 220 kilometer sydväst om delstatshuvudstaden Sydney.
Trakten runt Gundaroo är nära nog obefolkad, med mindre än två invånare per kvadratkilometer.. Gundaroo är det största samhället i trakten. 
Trakten runt Gundaroo består i huvudsak av gräsmarker. Genomsnittlig årsnederbörd är 990 millimeter. Den regnigaste månaden är februari, med i genomsnitt 169 mm nederbörd, och den torraste är maj, med 39 mm nederbörd.